# Popis crnogorskih ministara vanjskih poslova 1879. – 1921.
Od ustanovljenja Ministarskoga vijeća tj. crnogorske Vlade 1879. godine,  na čelu Ministarstva vanjskih poslova Kneževine odnosno Kraljevine Crne Gore su bili:
- Stanko Radonjić (1879. – 1889.),
- Gavro Vuković (1889. – 1905.),
- Lazar Mijušković (1905. – 1906.),
- Marko Radulović (1906. – 1907.),
- Andrija Radović (1907.),
- Lazar Tomanović (1907. – 1911.),
- Dušan Gregović (1911. – 1912.),
- Mitar Martinović (1912. – 1913.),
- Petar Plamenac (1913. – 1915.),
- Janko Vukotić (1915.),
- Lazar Mijušković (1915. – 1916.),
- Andrija Radović (1916. – 1917.),
- Milutin Tomanović (1917.),
- Evgenije Popović (1917. – 1919.) i
- Jovan Plamenac (1919. – 1921.).